# Hans Pfenninger
Hans Pfenninger (Zurique, 16 de setembro de 1929 — Zurique, 17 de dezembro de 2009) foi um ciclista suíço. Competiu nos Jogos Olímpicos de Verão de 1948 e 1952, onde foi membro da equipe suíça de ciclismo que terminou em quinto lugar na perseguição por equipes de 4 km pista, respectivamente.